# Lili Anna Vindics-Tóth
Lili Anna Vindics-Tóth (născută Tóth; n. 17 septembrie 1998, Dombóvár, Tolna, Ungaria) este o atletă maghiară. A participat la o ediție a Jocurilor Olimpice (2020).

## Palmares
| An   | Competiție                                 | Locație                | Loc | Eveniment         | Note     |
| ---- | ------------------------------------------ | ---------------------- | --- | ----------------- | -------- |
| 2013 | Festivalul Olimpic al Tineretului European | Utrecht, Țările de Jos | 1   | 2000 m obstacole  | 6:45,45  |
| 2014 | Jocurile Olimpice de Tineret               | Nanjing, China         | 3   | 2000 m obstacole  | 6:31,92  |
| 2014 | Jocurile Olimpice de Tineret               | Nanjing, China         | 42  | 3×800 m           | 1:50,24  |
| 2015 | Campionatul Mondial de Juniori (sub 20)    | Cali, Columbia         | 11  | 2000 m obstacole  | 7:03,25  |
| 2015 | Campionatul European de Cros               | Hyères, Franța         | 28  | 4,157 km          | 14:05    |
| 2016 | Campionatul Mondial de Juniori             | Bydgoszcz, Polonia     | 10  | 3000 m obstacole  | 10:04,17 |
| 2017 | Campionatul European de Juniori            | Grosseto, Italia       | 14  | 3000 m obstacole  | NT       |
| 2017 | Campionatul European de Cros               | Šamorín, Slovacia      | 2   | 4,18 km           | 14:05    |
| 2019 | Campionatul European de Tineret            | Gävle, Suedia          | 10  | 3000 m obstacole  | 10:16,25 |
| 2021 | Jocurile Olimpice                          | Tokio, Japonia         | 19  | 3000 m obstacole  | 9:30,96  |
| 2021 | Campionatul European de Cros               | Dublin, Irlanda        | 6   | 6 km ștafetă mixt | 18:25    |
| 2022 | Campionatul European                       | München, Germania      | 25  | 3000 m obstacole  | 10:08,18 |
| 2023 | Campionatul Mondial                        | Budapesta, Ungaria     | 49  | 1500 m            | 4:11,08  |
| 2023 | Campionatul European de Cros               | Bruxelles, Belgia      | 6   | 6 km ștafetă mixt | 20:24    |
| 2024 | Campionatul European                       | Roma, Italia           | –   | 5000 m            | NT       |